# Vincent Rakotozafy
Vincent Rakotozafy (ur. 10 października 1944 w Mahasoabe) – madagaskarski duchowny rzymskokatolicki, od 2001 do 2023 biskup Tôlagnaro.

## Życiorys
Święcenia kapłańskie przyjął 6 kwietnia 1975 i został inkardynowany do archidiecezji Fianarantsoa. Pełnił funkcje m.in. wikariusza (1977-1979) i proboszcza (1979-1980 oraz 1983-1993) parafii w Fandriana oraz wikariusza generalnego archidiecezji (1993-2001).

### Episkopat
24 kwietnia 2001 został mianowany przez papieża Jana Pawła II biskupem diecezji Tôlagnaro. Sakrę biskupia przyjął 23 września tegoż roku z rąk abp. Philiberta Randriambololony, metropolity Fianarantsoa.
5 grudnia 2023 papież Franciszek przyjął jego rezygnację z urzędu biskupa diecezji Tôlagnaro. 